# El Bajo
El Bajo fue un barrio de Montevideo que comprendía, y fue sustituido por, parte de los actuales barrios de Ciudad Vieja, Centro y Barrio Sur. Era conocido por su vida nocturna al margen de la ley, en donde convivían criollos, inmigrantes y afrodescendientes. En sus innumerables cabarets y prostíbulos vio surgir primero al candombe y después al tango. Fue demolido en la década de 1930, durante la construcción de la Rambla Sur.

## Historia
Surge a principios del S XIX, como lo que entonces se conocía como Barrio Sur, que a diferencia del actual ocupaba solo la zona sur de la Ciudad Vieja y formaba parte de la zona de extramuros de la ciudad antigua.
En esta zona se reunían los negros esclavos de la ciudad en sus días libres, que eran por lo general los domingos, a efectuar sus candombes, ya que era el lugar que se les tenía permitido. Estos candombes consistían en ceremonias con danzas y cantos al son de los tambores en el local del Recinto, ubicado en la calle recinto entre Yerbal y el Río de la Plata.
Luego de la abolición de la esclavitud en 1842, terminada la Guerra Grande, estos negros asumieron su condición de libres y pasaron a abandonar las casas de sus amos para habitar definitivamente en esta zona en condiciones ínfimas.
Posteriormente, junto con las oleadas migratorias que comenzaron a llegar al país a partir de fines del S XIX, el barrio comienza a ser habitado y frecuentado por inmigrantes en su mayoría procedentes de Italia y España.
No fue sino entre la última década del S XIX y las primeras del XX, que junto con la expansión de la ciudad hacia la ciudad nueva que incluyó el desarrollo de los actuales Centro, Barrio Sur, Cordón, etc, en que comenzó a ser conocido como El Bajo, relegando su antiguo nombre para el actual Barrio Sur.
Fue en este momento cuando la zona empezó a habitarse de prostíbulos, cabarets, juego clandestino y demás vicios que le darían fama tumultuosa, frecuentemente fuera de la ley, que se extendía también hacia la Ciudad Vieja.

## Los asesinatos del Caoba
En la calle Yerbal 564 bis, hubo un prostíbulo donde se sucedieron dos horribles asesinatos, el primero acontecido el 24 de diciembre de 1928 y otro el 2 de febrero de 1930, ambos por el mismo hombre apodado el Caoba.
El 24 de diciembre, una trabajadora sexual de esa casa, llamada Julia Iriarte, es encontrada degollada en su pieza por su compañera y en el lugar la policía encuentra un botón de saco militar. El lugar se vació luego del incidente ya que nadie más quiso trabajar allí hasta que una argentina de 33 años, alquila el lugar. Se llamaba Beatríz Lulú Suarez y también terminó muerta siendo degollada el 2 de febrero de 1930 por un hombre que salió de la habitación prometiendo volver y que luego de tomar unas copas en el almacén de Ramón Collazo, comete el sangriento asesinato. Esta vez sin embargo, es atrapado casi en el acto por la policía, mientras el cuerpo de Lulú se desangraba en medio de la calle. Se trataba Maximiliano Cándido Díaz, uruguayo soltero de 30 años, soldado del regimiento 8º de Caballería, apodado el Caoba por su tez oscura.
El Caoba recibió la pena máxima de 30 años de prisión y retomó su libertad en 1962, con 62 años, luego de haber cumplido con comportamiento ejemplar, pero el local de sus asesinatos sobre la calle Yerbal jamás volvió a ser ocupado.

## Demolición
El 10 de julio de 1923, un fuerte temporal en forma de sudestada, azotó gran parte de Montevideo, dejando la ciudad sin luz eléctrica, destruyendo parte del Hotel de los Pocitos y devastando gran parte del barrio.
El estado calamitoso en que quedó luego del temporal, empeoró la mala reputación que lo había afectado desde sus comienzos, por lo cual la voluntad de demolerlo de aquella época crecía con fuerza.
Las obras descomunales que supusieron construir la rambla sur con terreno ganado al mar comenzadas en 1928 y completadas el 31 de diciembre de 1935 le dieron el estocazo final. La mayoría de las construcciones le fueron demolidas para aquella época, incluido el Templo Inglés que posteriormente fue reconstruido sobre el emplazamiento actual.

## En la cultura popular
En enero de 1930, el compositor uruguayo Victor Soliño, compuso junto con Ramón Collazo, Adiós a mi barrio, una certera canción de despedida para el barrio que los vio crecer, en el momento justo antes de enfrentar la piqueta fatal del progreso, como bien expresa en la canción.
Adiós a mi barrio sería estrenada en su versión definitiva el 27 de febrero de ese año, en un tablado sobre el viejo murallón frente al mar, antes del desfile inaugural de Carnaval.